# Anson (Texas)
Anson je město v okrese Jones County ve státě Texas ve Spojených státech amerických. V roce 2000 zde žilo 2 566 obyvatel. S celkovou rozlohou 5,4 km2 byla hustota zalidnění 470,7 obyvatel na km2.

## Geografie
Anson se nachází na 32°45′20″ s. š., 99°53′47″ z. d..